# Sparkasse Neuburg-Rain

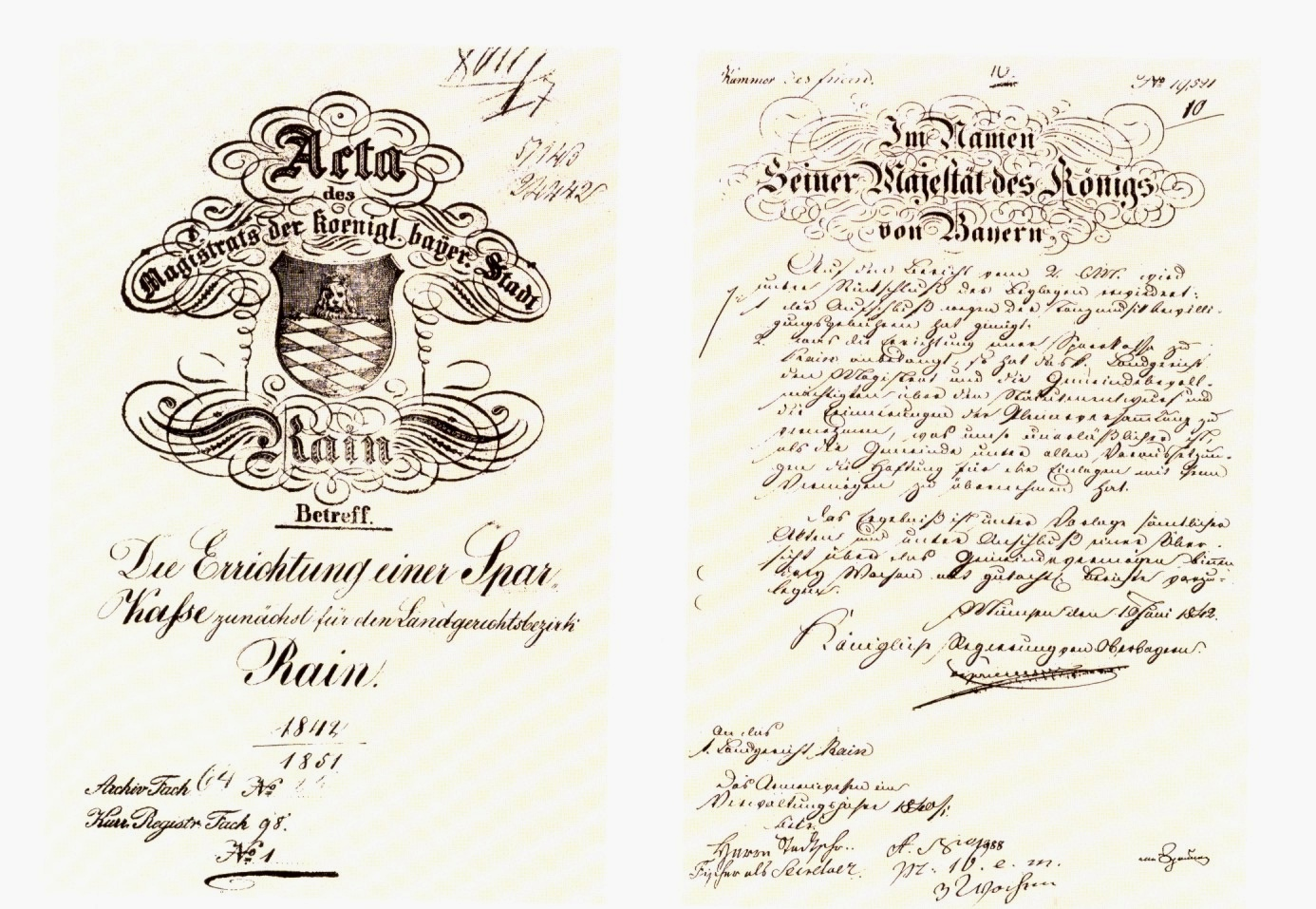
Gründungsurkunde der Sparkasse Rain 1842

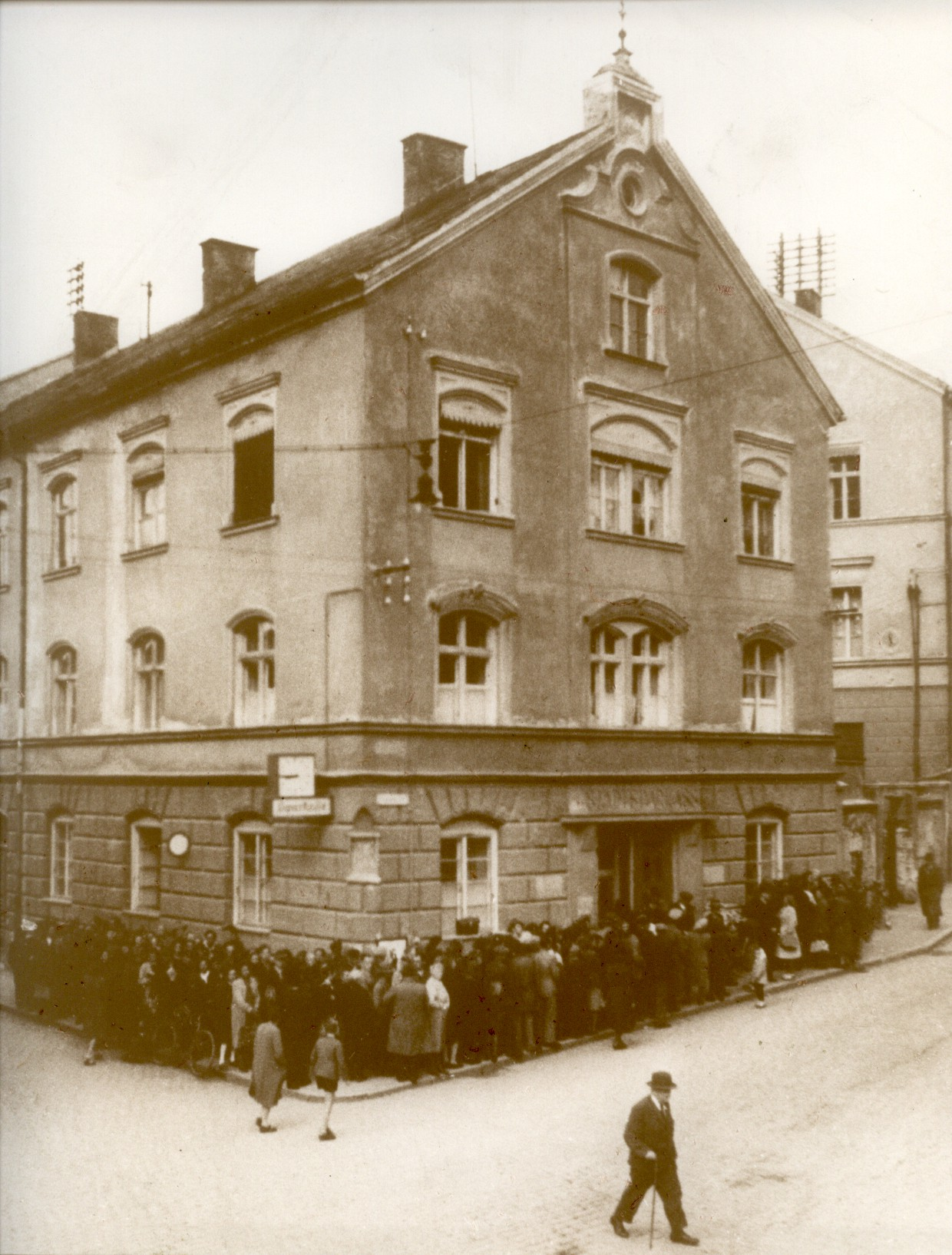
Die Geschäftsstelle der Sparkasse Neuburg im Jahr 1948

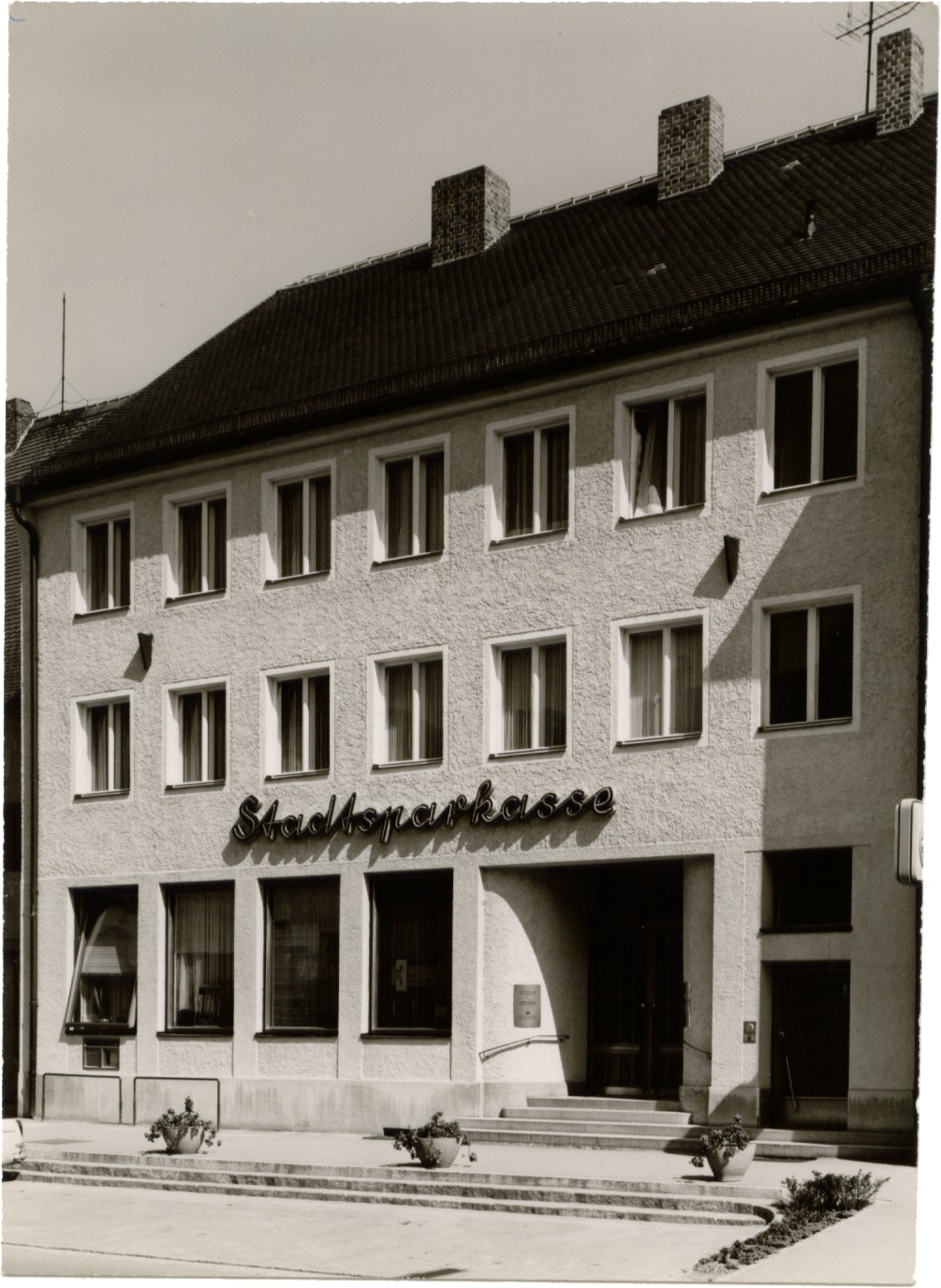
Die Sparkasse Rain im Jahr 1980

Die Sparkasse Neuburg-Rain ist ein öffentlich-rechtliches Kreditinstitut mit den Hauptsitzen in Neuburg an der Donau und Rain am Lech. Die Sparkasse betreut mit ihren beiden Hauptstellen sowie 16 Außenstellen, einem Immobiliencenter und einem Versicherungscenter ihre Kunden im Geschäftsgebiet im Altkreis Neuburg an der Donau, rund um die Städte Neuburg und Rain. Die beiden zunächst eigenständigen Stadtsparkassen fusionierten im Jahr 2005 zur Sparkasse Neuburg-Rain. Träger ist der Zweckverband der Vereinigten Stadtsparkassen Neuburg a.d. Donau und Rain am Lech; die Stadt Neuburg an der Donau ist mit 67 % beteiligt, die Stadt Rain mit 33 %.

## Geschäftszahlen
Die Sparkasse Neuburg-Rain wies im Geschäftsjahr 2023 eine Bilanzsumme von 1,495 Mrd. Euro aus und verfügte über Kundeneinlagen von 1,169 Mrd. Euro. Gemäß der Sparkassenrangliste 2023 liegt sie nach Bilanzsumme auf Rang 283. Sie unterhält 18 Filialen/Selbstbedienungsstandorte und beschäftigt 249 Mitarbeiter.

## Entstehungsgeschichte der Sparkassen in Bayern
Die Gründung der ersten bayerischen Sparkasse fällt in die Regierungszeit von König Max I. und ist eng verbunden mit der Neufassung der Gemeindeordnung aus dem Jahr 1817. Schon zwei Jahre nach dem Erlass des neuen Gemeindeedikts hatte König Max I. angeregt, Fürsorge nach dem Prinzip der Selbsthilfe zu gestalten und erstmals den Begriff „Sparkasse“ gebraucht. Wie im Rest der deutschen Staaten waren auch in Bayern zunächst jene Städte Vorreiter von Sparkassen-Gründungen, die auf eine lange kaufmännische Tradition zurückblicken konnten. Nürnberg eröffnete seine erste Sparkasse im Jahr 1822. Würzburg und Regensburg folgten im gleichen Jahr. München im Jahr 1831. Vieles hat sich im Laufe der Jahrzehnte geändert, der öffentlich-rechtliche Charakter der Sparkassen ist jedoch geblieben. Das Regionalprinzip der Sparkassen besagt, dass Einlagen auch wieder im Geschäftsgebiet ausgeliehen werden und damit dem heimischen Wirtschaftsraum wieder zugutekommen sollen.

## Geschichte der Stadtsparkasse Neuburg

### Die Anfangsjahre bis 1870
Die Gründung der Sparkasse Neuburg führt in das Jahr 1842 zurück und ist maßgeblich mit dem Engagement des damaligen Bürgermeisters Josef Weber verbunden. Sein Bericht zur Errichtung einer „Sparkassa“, am 9. Juni 1842 in einer Magistratssitzung verlesen, wurde der königlichen Regierung übersandt. Am 15. Juni 1842 genehmigte die zuständige Kammer des Innern die Statuten der „Sparanstalt in der königlich bayerischen Stadt Neuburg an der Donau“. Ausschlaggebend für die Gründung der Sparkasse dürfte vor allem die damalige Situation der Armen und die damit verbundenen steigenden Belastungen für die Allgemeinheit gewesen sein. Ein Beleg hierfür findet sich insbesondere im Magistratsprotokoll vom 28. Juli 1842, in dem wegen der „misslichen Verhältnisse“ in der Armenkasse die Überweisung von 500 Gulden aus der Kommunalkasse angewiesen wurde, weil die „Armenkassa“ kein Bargeld mehr besaß.
Ziel des „Spar-Vereins“, als welcher sich die Sparkasse Neuburg in §1 ihrer Gründungsstatuten bezeichnete, war von Anfang an die Sparsamkeit der Neuburger, insbesondere der Kinder, Dienstboten und Minderbemittelten zu fördern, indem man kleine Geldsummen annahm und verzinste. Schon vier Wochen nach Eröffnung wurde aus den eingenommenen Spargroschen ein erster Kredit an einen Landwirt aus Feldheim über 600 Gulden zu 4,5 % Zins vergeben. Bereits zwei Jahre nach der Gründung konnte die Sparkasse auf einen Einlagenbestand von 19.004 Gulden und 59 Kreuzern verweisen.
Im Jahre 1859, 17 Jahre nach ihrer Gründung, wurde die Sparanstalt in „Städtische Sparkassa in Neuburg an der Donau“ umbenannt. Am 16. Januar 1868 wurde der Stadt Neuburg die Gründung einer sogenannten „Credit-Casse“ bewilligt. Ein entscheidender Schritt von einem Institut der sozialen Fürsorge zu einem Allround-Bankbetrieb mit sozialer Komponente. Von nun an war es möglich Spareinlagen anzunehmen, welche die vorherige Höchstgrenze von 200 Gulden pro Person überschritten und damit kommunale Großprojekte zu finanzieren.

### Die Entwicklung bis 1933
Nach dem Deutsch-Französischen Krieg 1870/71 mehrten sich die Einlagen der Sparkasse erheblich. Zum Jahreswechsel 1875/1876 wurde der Gulden durch die Mark abgelöst und nach 50 Jahren seit ihrer Gründung konnte die Stadtsparkasse Neuburg im Jahr 1892 einen Einlagestand von 902.483,69 Mark verkünden. Bis zum Jahr 1916 war der Sparkassenverwalter ein „bürgerlicher Magistratsrath“, der die Aufgabe nebenamtlich verrichtete. Die Sparkasse, die zur damaligen Zeit ihren Sitz im Neuburger Rathaus hatte, öffnete mittwochs, samstags und an den Viehmarkttagen, an welchen die Bauern sich in Neuburg aufhielten. In den darauffolgenden 15 Jahren nahmen immer mehr Bürger die Dienste der Sparkasse in Anspruch, so dass im Jahr 1932 die Sparkasse in eigene Räume eines städtischen Gebäudes in der Theresienstraße B199 zog. Zwei Beamte der Stadt verrichteten von nun an ihren Dienst bei der Sparkasse.

### Vom Weltkrieg bis zur Gegenwart

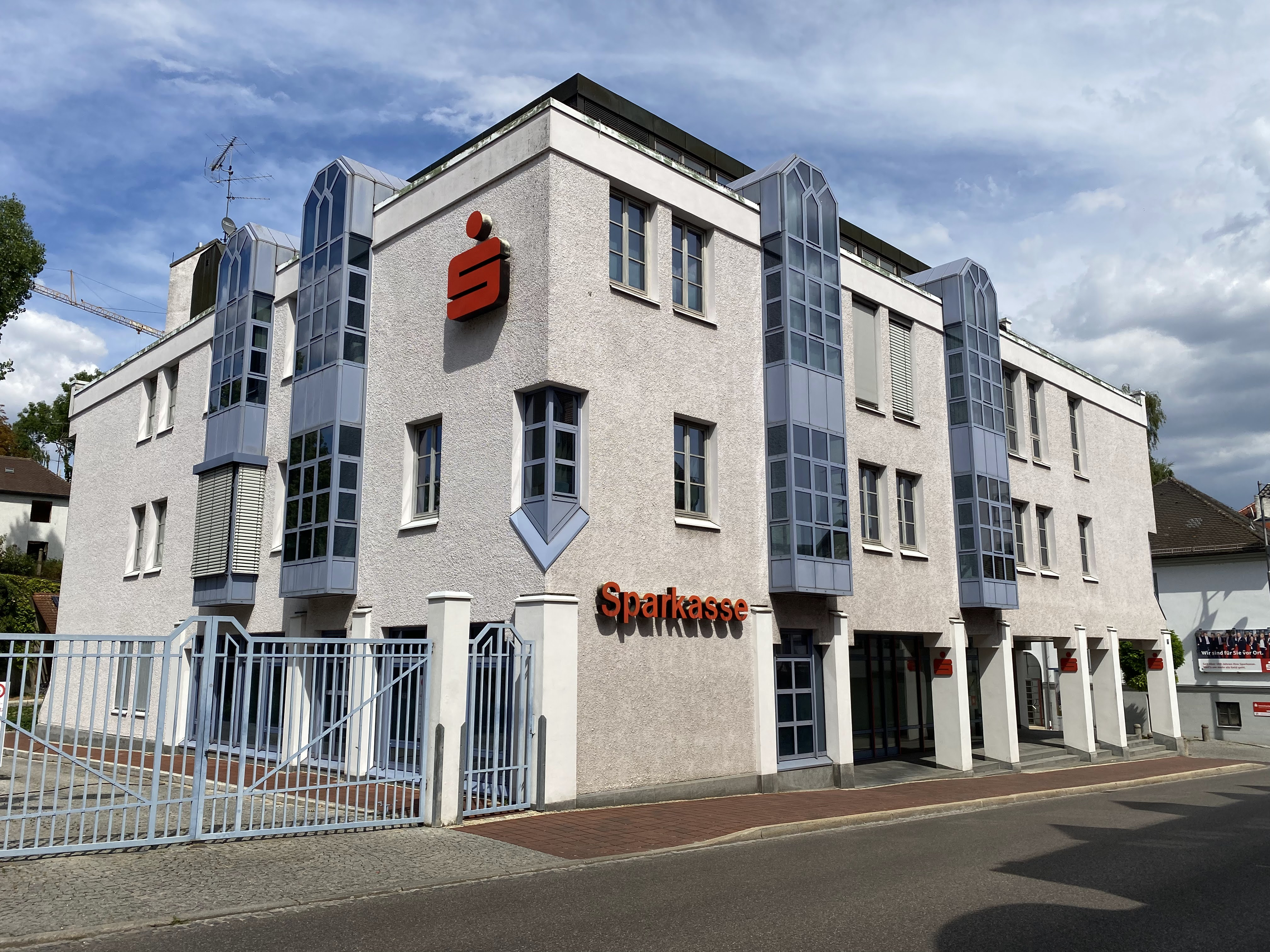
Der gegenwärtige Sitz der Sparkasse

Am 1. Februar 1934 bekam die Sparkasse Neuburg mit Direktor Hans Haslacher erstmals eine von der Stadt getrennte Leitung. Ein Jahr danach den ersten Lehrling, den späteren Sparkassendirektor Franz Schabacker. Im Oktober 1935 wurden die Räume der Stadtsparkasse erweitert und modernisiert. Während der Umbauphase lief der Geschäftsbetrieb in angemieteten Räumen am Oswaldplatz. Bereits 1939 bemühte sich die Sparkasse um den Kauf eines eigenen Grundstücks. Dies konnte jedoch vor Beginn des Zweiten Weltkrieges nicht mehr realisiert werden. Von den 10 Mitarbeitern im Jahr 1940 wurden während des Krieges mehrere Angestellte zur Wehrmacht eingezogen. Nach den Kriegswirren wartete mit der Währungsreform die nächste Schwierigkeit auf die Sparkasse. Der Einlagenbestand schmolz am Stichtag von über 27 Millionen Reichsmark auf rund 1,2 Millionen Deutsche Mark. Erst 1951 konnte man von einer Normalisierung der Geld- und Kapitalverhältnisse sprechen.
Mitte 1956 wurde ein Grundstück an der Theresienstraße erworben. Der dort errichtete Neubau war im Oktober 1957 bezugsfertig und bildete ab diesem Zeitpunkt die Hauptstelle der Stadtsparkasse. 1962 übernahm Franz Schabacker die Leitung der Sparkasse. Während seiner Amtszeit wurde die Expansion der Neuburger Sparkasse rasch vorangetrieben. Die erste Filiale eröffnete in Rennertshofen. Die Außenstellen in Karlshuld, Neuburg-Ostend, Weichering, Rohrenfels und Neuburg-Schwalbanger nahmen nur wenig später ihren Geschäftsbetrieb auf. 1979 trat Schabacker in den Ruhestand und übergab den Vorstandsposten an Kurt Streicher. Zu diesem Zeitpunkt hatte die Sparkasse ein Geschäftsvolumen von 168 Millionen Mark. Bedingt durch das Wachstum der Stadtsparkasse mussten schon sehr bald die räumlichen Kapazitäten erweitert werden. Der Neubau wurde im Jahr 1985 eingeweiht. Die Sparkasse beschäftigte in dieser Zeit 97 Mitarbeiter bei einer Bilanzsumme von 277 Millionen Mark. Parallel zum Hauptstellenneubau wurde das Geschäftsstellennetz von 1982 bis 1985 um die Filialen Neuburg-Nord, Neuburg-Hirschenstraße, Sinning, Untermaxfeld, Ludwigsmoos, Karlskron, Oberhausen und Heinrichsheim erweitert. 1992 feierte die Stadtsparkasse ihr 150-jähriges Bestehen. Im Jahr 2005 fusionierte die Stadtsparkasse Neuburg mit der Stadtsparkasse Rain am Lech. Die Bilanzsumme stieg auf 0,8 Milliarden Euro und neben den beiden Hauptstellen in Neuburg und Rain arbeiten rund 220 Mitarbeiter in weiteren 16 Geschäftsstellen in der Region.

## Geschichte der Stadtsparkasse Rain

### Von der Gründung bis 1870
Die Sparkasse Rain nahm am 1. Oktober 1843 ihren Dienst auf. Die ersten Geschäftsräume befanden sich in der Wohnung des jeweiligen Kassiers in einem Panzerschrank und im Magistratsgebäude, wo die Sparkassenbuchhaltung stattfand. Der Geschäftsbetrieb der Sparkasse Rain wurde allerdings bis viele Jahrzehnte nach der Gründung durch nebenberufliche oder sogar ehrenamtliche Arbeit aufrechterhalten. Das Amt des Kassiers, sowie die Buchhaltung besorgte der Stadtschreiber Friedrich Fischer, der auch juristisch vorgebildet war. Die ersten Kunden waren Mägde, Dienstboten, Knechte und Ratsdiener und stammten alle aus dem altbayerischen Raum. Geschäftsbeziehungen über den Lech waren zur damaligen Zeit so gut wie nicht vorhanden. Die erste Vorstandschaft im Jahr 1843/44 setzte sich aus dem damaligen Bürgermeister Lutz, Magistratsrat Weigl als Abgesandter des Magistrats, Ignaz Muggenthal als Abgeordneter des Armenpflegerats, Josef Köpf als Abgeordneter der Gemeindebevollmächtigten und des Stadtschreibers Friedrich Fischer, der die Funktion des Kassiers innehatte. Ein Jahr nach Gründung zählte die Sparkasse Rain 109 Einleger mit einer Gesamteinlagesumme von 10.524 Gulden 2 Kreuzer und 3 Pfennige. Die Märzrevolution und die sie begleitenden innenpolitischen Wirren der Jahre 1848 und 1849 bedingten einen spontanen Rückgang des Sparwillens der Rainer Bevölkerung. In drei Jahren gingen die Einlagen um 25 % zurück. Erst im Geschäftsjahr 1850/51, als sich die innenpolitische Lage in Bayern wieder beruhigt hatte stiegen die Einlegerzahl und die Einlagehöhe bei der Rainer Sparkasse von neuem an. Zehn Jahre später, 1861, hatte die „Spar-Kassen-Anstalt Rain“ 471 Kunden und eine Einlagensumme von 47.668 Gulden und 49 Kreuzern.

### Die Entwicklung bis 1933
Nach der Umstellung der Landeswährung von Gulden auf Goldmark, wurden die Grundbestimmungen der Sparkasse Rain umgearbeitet. Von nun konnten die Sparkassen selbst über die Einlagenhöhe der Kunden bestimmen. Aus der Spareinrichtung für Handwerker und Bauern wurde somit ein Geld- und Kreditinstitut, das auch größere Projekte stemmen konnte. Ab 1909 änderte sich die Firmierung in „Städtische Sparkasse Rain“. Zu dieser Zeit verdrängten Großbanken immer mehr die kleinen Kreditinstitute und der Mittelstand verlor seine Geldgeber. Aus diesem Grund schlossen sich am 28. März 1908 rund 340 bayerische Sparkassen zum Landesverband der bayerischen Sparkassen zusammen und bildeten somit eine Alternative für den Mittelstand zu Großbanken.
Während des Ersten Weltkrieges wurde die Sparkasse Rain, wie alle anderen Kreditinstitute, zur Zeichnungsstelle für Kriegsanleihen herangezogen und stieg damit erstmals in das Wertpapiergeschäft ein. Die Finanzierung der Kriegskosten blähten den Wertpapierbestand derart auf, dass die inflationäre Entwicklung nach dem Krieg einen Großteil des Kundenvermögens zerstörte. Die Sparkasse Rain erholte sich von diesem Schock nur langsam. Die Einlagen flossen spärlich, dafür stieg die Nachfrage nach Krediten und Darlehen sprunghaft an. Da in der Sparkasse Rain immer noch nebenberufliche oder ehrenamtliche Mitarbeiter beschäftigt waren, konnten die Anfragen nicht mehr bedient werden und so schrieb die Stadt Rain im Jahr 1925 eine hauptamtliche Stelle als Sparkassenleiters aus. Die Wahl fiel auf den damals 28-Jährigen Fritz Knöpfle aus dem oberpfälzischen Auerbach. Zeitgleich wurde Rains Bürgermeister Xaver Bschorer zum Vorsitzenden des Sparkassenausschusses gewählt. Beisitzer waren die Stadträte Baumann, Dehner, Birle, Artner und Sparkassenverwalter Knöpfle. Erster Beschluss des Ausschusses im Jahr 1926 war die Einführung des Scheck- und Überweisungsverkehrs. Aufgrund der guten Entwicklung der Sparkasse Rain stieg die Zahl der Angestellten in den kommenden vier Jahren auf fünf Mitarbeiter. 1930 wurde die erste Zweigstelle in Burgheim eröffnet.

### Vom Weltkrieg bis zur Gegenwart

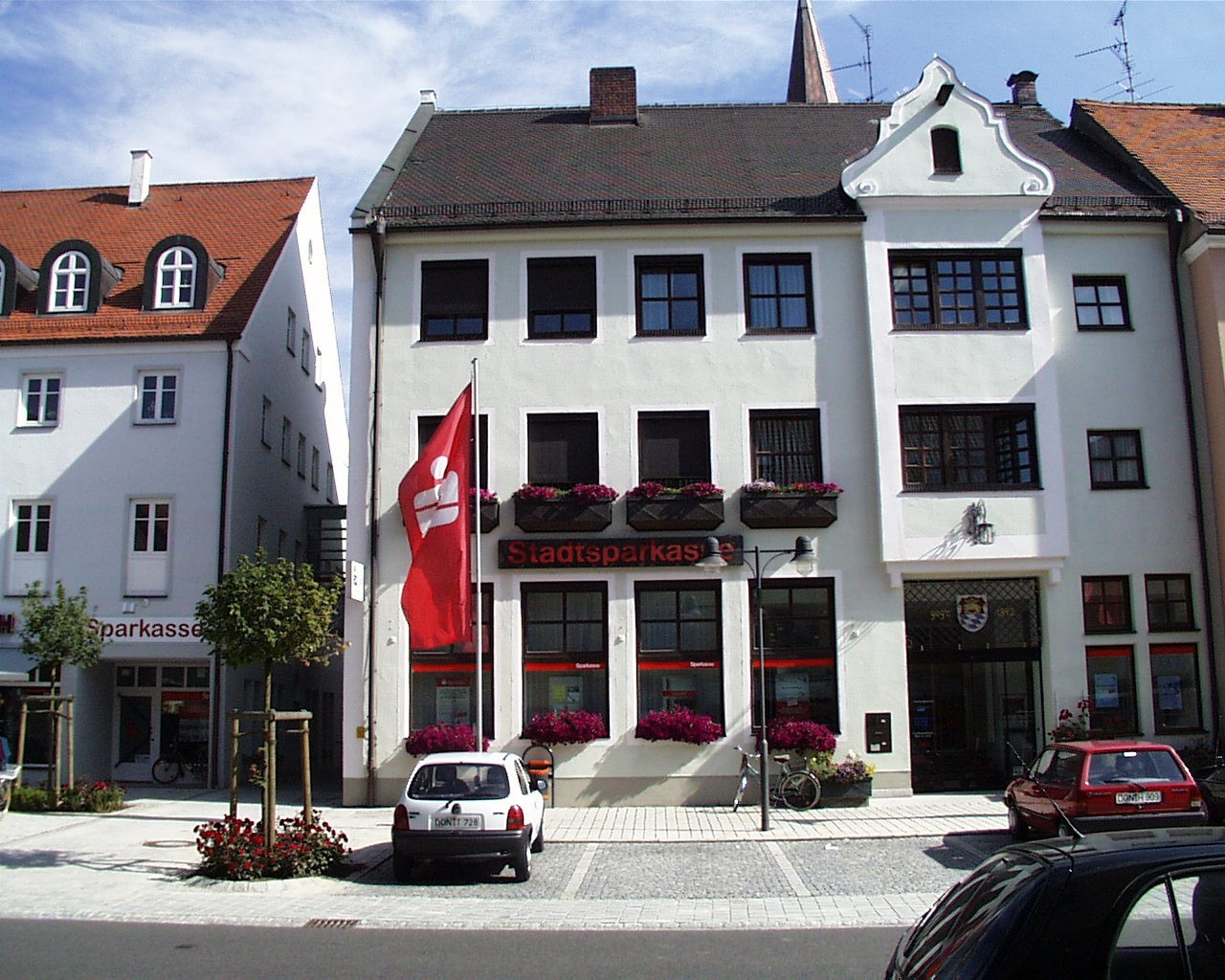
Die Stadtsparkasse Rain vor der Fusion im Jahr 2005

Den Zweiten Weltkrieg überstand die Stadtsparkasse Rain relativ unbeschadet. Die Einlagen blieben während und nach dem Krieg stabil. Sparkassenleiter Fritz Knöpfle war 1939 in den Reichsdienst aufgestiegen und nach Reichenberg in Nordböhmen versetzt worden. Sein Nachfolger wurde Heinrich Müller, der in Günzburg aufgewachsen und zuletzt bei der Sparkasse Lauingen beschäftigt war. Nach Anweisung der amerikanischen Militärregierung wurde er allerdings am 1. Juli 1945 für drei Jahre vom Dienst suspendiert und in dieser Zeit durch den gebürtigen Rainer Bäckerssohn Josef Müller ersetzt. Nach der Währungsreform betrugen die abgewerteten Einlagen der Stadtsparkasse Rain rund 800.000 DM. Die Geschäftsausweitung der Rainer Stadtsparkasse brachte es mit sich, dass ihre Räumlichkeiten im Erdgeschoss des Rathauses zu klein wurden. Die Sparkasse bemühte sich um eine geeignete Immobilie in guter Geschäftslage. 1955 beschloss der Verwaltungsrat den Neubau eines Sparkassenverwaltungsgebäudes in der Neuburger Straße. Zwischen 1959 und 1964 entstanden weitere Niederlassungen in Münster, Thierhaupten, Holzheim, Bayerdilling und Ehekirchen. Die Spareinlagen zu dieser Zeit betrugen rund 17 Millionen DM.
Nachdem 1974 der alleinige Sparkassenvorstand Heinrich Müller in den Ruhestand getreten war, übernahm dessen ständiger Vertreter und gebürtige Rainer Gottfried Lauterbach die Amtsgeschäfte. In seine Amtszeit fiel 1983 der Umbau der Hauptstelle in Rain. Im gleichen Jahr wurde Lauterbach nach neunjähriger Tätigkeit als Vorstand in den Ruhestand versetzt. Von da an bekleidete sein Nachfolger Karl Forster das Amt des Vorstandes. Im Jahr 1992 feierte die Stadtsparkasse Rain ihr 150-jähriges Jubiläum. Zu dieser Zeit übersprangen die Kundeneinlagen die 200 Millionen DM Marke. Vorstandsvorsitzende nach Karl Forster waren Walter Sauer und schließlich Franz Wittmann. Die Fusion mit der Stadtsparkasse Neuburg erfolgte im Jahr 2005; die Geschäftsstelle Thierhaupten musste dabei an die Kreissparkasse Augsburg abgegeben werden.

## Auszeichnungen
2007–2009: Auszeichnung „1Voraus“ für die vertriebsstärkste Sparkasse Bayerns in verschiedenen Kategorien.

## Fusion
Am 25. September 2024 wurde bekannt gegeben, dass die Sparkasse Neuburg-Rain mit der Sparkasse Aichach-Schrobenhausen zum 1. Januar 2025 zur Sparkasse Altbayern fusioniert.